# Piața Sudului (stație de metrou)
Piața Sudului este o stație de metrou din București, situată în zona pieței cu același nume.